# Budynki parlamentu w Nassau
Budynki parlamentu w Nassau – kompleks trzech budynków w centrum Nassau, będący siedzibą bikameralnego parlamentu Bahamów, składającego się z Senatu i Izby Zgromadzenia.

## Opis
Kompleks składa się z trzech położonych blisko siebie budynków. Największy i najbardziej reprezentacyjny, położony centralnie budynek stanowi siedzibę Senatu. Na prawo od niego (po stronie zachodniej) stoi budynek, w którym odbywają się obrady Izby Zgromadzenia. W budynku położonym po stronie wschodniej, naprzeciwko Izby Zgromadzenia, mieszczą się biura Lidera Opozycji. Pośrodku budynków znajduje się plac (Parliament Square), na którym stoi statua królowej Wiktorii, odsłonięta 24 maja 1905 roku (w dniu urodzin królowej).
Obiekty zostały wybudowane przez lojalistów, którzy po zakończeniu wojny o niepodległość Stanów Zjednoczonych licznie przybyli na Bahamy. Budynki reprezentują styl kolonialny, są dwukondygnacyjne, a na ich zewnętrznych ścianach dominuje kolor różowy. Wyróżniający się, położony centralnie budynek Senatu, został urozmaicony portykiem z czterema kolumnami. Dwa budynki położone po bokach mają bliźniaczy charakter.
Budynki znajdują się przy Bay Street w centrum Nassau, stolicy Bahamów. Za budynkiem Senatu znajduje się nieduży skwer, a za nim stoi budynek Sądu Najwyższego, oddany do użytku w 1921 roku. Dalej na południe znajduje się park poświęcony pamięci bahamskch żołnierzy poległych w służbie ojczyźnie (Garden of Remembrance) oraz Biblioteka Publiczna (Nassau Public Library).
Siedziba gubernatora generalnego znajduje się około pół kilometra na południowy zachód od budynków parlamentu.

## Historia
Nieruchomość została zakupiona przez władze Bahamów (wtedy będących kolonią brytyjską) w 1790 od członka Rady Gubernatorskiej, Johna Browna. Bahamy posiadały własny parlament od 1729 roku, który sprawował władzę w kolonii razem z gubernatorem, jednak dotąd nie miał on swojej siedziby.
Po zakupie nieruchomości, na której znajdował się już obecny budynek Senatu, przeprowadzono jego renowację. Od 1796 roku był on siedzibą Izby Zgromadzenia oraz Rady Gubernatorskiej. Boczne budynki, wschodni i zachodni, oddano do użytku odpowiednio w 1804 i 1805 roku. Po oddaniu do użytku zachodniego budynku w 1805 roku, przeniesiono do niego siedzibę Izby Zgromadzenia, która obraduje tam do dziś.
W 1841 roku Radę Gubernatorską podzielono na Radę Wykonawczą i Radę Legislacyjną. Rada Legislacyjna nadal obradowała w centralnym budynku kompleksu. W 1964 organ przemianowano na Senat, stąd główny budynek kompleksu jest dziś siedzibą Senatu.
W 1973 roku Bahamy otrzymały niepodległość od Wielkiej Brytanii. Od tego czasu kompleks budynków przy Bay Street jest siedzibą parlamentu niepodległego państwa.
W październiku 2023 roku rząd Bahamów podjął decyzję o budowie nowego kompleksu parlamentarnego. Nowa siedziba parlamentu ma powstać ok. 300 m na południe, przy East Hill Street, w miejscu rozebranego w latach 2020–2021 budynku dawnego Głównego Urzędu Pocztowego.